# L. E. Modesitt, Jr.
 (décembre 2016).
Si vous disposez d'ouvrages ou d'articles de référence ou si vous connaissez des sites web de qualité traitant du thème abordé ici, merci de compléter l'article en donnant les références utiles à sa vérifiabilité et en les liant à la section « Notes et références ».
Œuvres principales
- Série La Saga de Recluce

Leland Exton Modesitt Jr., plus connu sous le nom de L. E. Modesitt, Jr., né le 19 octobre 1943 à Denver au Colorado, est un auteur américain de science-fiction et de fantasy qui a écrit plus de 55 romans. Il est surtout connu pour sa série La Saga de Recluce, dont les romans ont été vendus à presque trois millions d'exemplaires.
En plus de ses romans, Modestitt a publié des nouvelles et des ouvrages de science-fiction. Sa première nouvelle est The Great American Economy, publiée dans le magazine Analog Science Fiction and Fact. En 2008, Tor Books publie son premier recueil de nouvelles, Viewpoints Critical: Selected Stories.

## Œuvres

### La Saga de Recluce
1. Le Banni de Recluce, Mnémos, 2004 ((en) The Magic of Recluce, 1991), trad. Laurent Calluaud  (ISBN 2-915159-23-8)
2. (en) The Towers of the Sunset, 1992
  1. Les Tours du crépuscule - 1, Mnémos, 2006, trad. Laurent Calluaud  (ISBN 2-915159-71-8)
  2. Les Tours du crépuscule - 2, Mnémos, 2006, trad. Laurent Calluaud  (ISBN 2-915159-73-4)
3. (en) The Magic Engineer, 1994
4. (en) The Order War, 1995
5. (en) The Death of Chaos, 1995
  1. L'Empereur d'Hamor, Mnémos, 2005, trad. Laurent Calluaud  (ISBN 2-915159-33-5)
  2. La Mort du chaos, Mnémos, 2005, trad. Laurent Calluaud  (ISBN 2-915159-58-0)
6. (en) Fall of Angels, 1996
7. (en) The Chaos Balance, 1997
8. (en) The White Order, 1998
  1. L'Ordre blanc - 1, Mnémos, 2007, trad. Laurent Queyssi  (ISBN 978-2-35408-010-5)
  2. L'Ordre blanc - 2, Mnémos, 2007, trad. Laurent Queyssi  (ISBN 978-2-35408-011-2)
9. (en) Colors of Chaos, 1999
10. (en) Magi'i of Cyador, 2000
11. (en) Scion of Cyador, 2000
12. (en) Wellspring of Chaos, 2004
13. (en) Ordermaster, 2005
14. (en) Natural Ordermage, 2007
15. (en) Mage-Guard of Hamor, 2008
16. (en) Arms-Commander, 2010
17. (en) Cyador's Heirs, 2014
18. (en) Heritage of Cyador, 2014
19. (en) The Mongrel Mage, 2017
20. (en) Outcasts of Order, 2018
21. (en) The Mage-Fire War, 2019
22. (en) Fairhaven Rising, 2021
23. (en) From the Forest, 2024
24. (en) Overcaptain, 2024

- (en) Recluce Tales: Stories from the World of Recluce, 2017, recueil de nouvelles

### SérieArchform: Beauty
1. (en) Archform: Beauty, 2002
2. (en) Flash, 2004

### SérieCorean Chronicles
1. (en) Legacies, 2002
2. (en) Darknesses, 2003
3. (en) Scepters, 2004
4. (en) Alector's Choice, 2005
5. (en) Cadmian's Choice, 2006
6. (en) Soarer's Choice, 2006
7. (en) The Lord-Protector's Daughter, 2008
8. (en) Lady-Protector, 2011

### SérieEcolitan Matter
1. (en) The Ecolitan Operation, 1989
2. (en) The Ecologic Secession, 1990
3. (en) The Ecologic Envoy, 1986
4. (en) The Ecolitan Enigma, 1997

### SérieForever Hero
1. (en) Dawn for a Distant Earth, 1987
2. (en) The Silent Warrior, 1987
3. (en) In Endless Twilight, 1988

### SérieThe Imager Portfolio
1. (en) Imager, 2009
2. (en) Imager's Challenge, 2009
3. (en) Imager's Intrigue, 2010
4. (en) Scholar, 2011
5. (en) Princeps, 2012
6. (en) Imager's Battalion, 2013
7. (en) Antiagon Fire, 2013
8. (en) Rex Regis, 2014
9. (en) Madness in Solidar, 2015
10. (en) Treachery's Tools, 2016
11. (en) Assassin's Price, 2017
12. (en) Endgames, 2019

### SérieJohan Eschbach
1. (en) Of Tangible Ghosts, 1994
2. (en) The Ghost of the Revelator, 1998
3. (en) Ghost of the White Nights, 2001

### SérieParafaith
1. (en) The Parafaith War, 1996
2. (en) The Ethos Effect, 2003

### SérieSpellsong Cycle
1. (en) The Soprano Sorceress, 1997
2. (en) The Spellsong War, 1998
3. (en) Darksong Rising, 1999
4. (en) The Shadow Sorceress, 2001
5. (en) Shadowsinger, 2002

### SérieThe Grand Illusion
1. (en) Isolate, 2021
2. (en) Councilor, 2022
3. (en) Contrarian, 2023

### SérieTimedivers
1. (en) The Fires of Paratime, 1982
2. (en) Timediver's Dawn, 1992

### Romans indépendants
- (en) The Hammer of Darkness, 1985
- (en) The Green Progression, 1992Écrit avec Bruce Scott Levinson.
- (en) Adiamante, 1996
- (en) Gravity Dreams, 1999
- (en) The Octagonal Raven, 2001
- (en) The Eternity Artifact, 2005
- Elyseum, Robert Laffont, coll. « Ailleurs et Demain », 2008 ((en) The Elysium Commission, 2007), trad. Patrick Dusoulier  (ISBN 978-2-221-11087-4)
- (en) Haze, 2009
- (en) Empress of Eternity, 2010
- (en) The One-Eyed Man, 2013
- (en) Solar Express, 2015
- (en) Quantum Shadows, 2020

### Recueils de nouvelles indépendants
- (en) Viewpoints Critical, 2008